# Engels (miasto)
Engels (ros. Энгельс;, do 1914 Słoboda Pokrowska, 1914-1931 Pokrowsk) – miasto w Rosji, w obwodzie saratowskim, port nad Wołgą, naprzeciw Saratowa.
W latach 1924–1941 stolica Niemieckiej Nadwołżańskiej Autonomicznej SRR.
Przemianowane na cześć Friedricha Engelsa. 
Liczy około 222 tys. mieszkańców (2025).

## Osobistości
- Alfred Schnittke – kompozytor
- Artiom „Arty” Stolarow – DJ i producent muzyczny